# Дуплиська сільська рада
Ду́плиська сільська́ ра́да — адміністративно-територіальна одиниця та орган місцевого самоврядування в Заліщицькому районі Тернопільської області. Адміністративний центр — село Дуплиська.

## Загальні відомості
- Територія ради: 1,83 км²
- Населення ради: 298 осіб (станом на 2001 рік)
- Територією ради протікає річка Тупа

## Населені пункти
Сільській раді були підпорядковані населені пункти:
- с. Дуплиська

## Склад ради
Рада складалася з 12 депутатів та голови.
- Голова ради: Вейван Марія Ярославівна
- Секретар ради: Вигилюк Галина Іванівна

### Керівний склад попередніх скликань
| Прізвище, ім'я, по батькові | Основні відомості                                                             | Дата обрання | Дата звільнення |
| --------------------------- | ----------------------------------------------------------------------------- | ------------ | --------------- |
| Вейван Марія Ярославівна    | Сільський голова, 1968 року народження, освіта незакінчена вища, позапартійна | 26.03.2006   | 31.10.2010      |
| Вейван Марія Ярославівна    | Сільський голова, 1968 року народження, освіта незакінчена вища, позапартійна | 31.10.2010   |                 |

Примітка: таблиця складена за даними сайту Верховної Ради України

### Депутати
За результатами місцевих виборів 2010 року депутатами ради стали:

#### За суб'єктами висування
| Суб'єкт висування | Кількість обраних депутатів | %   |
| ----------------- | --------------------------- | --- |
| Самовисування     | 12                          | 100 |

#### За округами
| № округу | Прізвище, ім'я, по батькові  | Дата визнання обраним | Освіта             | Партійна приналежність | Відомості про обраного депутата    |
| -------- | ---------------------------- | --------------------- | ------------------ | ---------------------- | ---------------------------------- |
| 1        | Балан Микола Васильович      | 01.11.2010            | середня спеціальна | позапартійний          | МПП «Тімертан», робочий            |
| 2        | Терех Михайло Петрович       | 01.11.2010            | середня спеціальна | позапартійний          | тимчасово не працює                |
| 3        | Федірко Орест Едуардович     | 01.11.2010            | середня            | позапартійний          | РайВО, шофер                       |
| 4        | Штокалюк Марія Михайлівна    | 01.11.2010            | вища               | позапартійна           | Дуплиська сільська рада, бухгалтер |
| 5        | Мартинчук Франк Михайлович   | 01.11.2010            | середня спеціальна | позапартійний          | тимчасово не працює                |
| 6        | Вигилюк Ярослав Федорович    | 01.11.2010            | середня спеціальна | позапартійний          | тимчасово не працює                |
| 7        | Вигилюк Галина Іванівна      | 01.11.2010            | вища               | позапартійна           | Дуплиська сільська рада, секретар  |
| 8        | Дожук Олег Михайлович        | 01.11.2010            | середня спеціальна | позапартійний          | тимчасово не працює                |
| 9        | Судейко Ігор Васильович      | 01.11.2010            | вища               | позапартійний          | тимчасово не працює                |
| 10       | Голодрижук Михайло Іванович  | 01.11.2010            | середня спеціальна | позапартійний          | Заліщицьке лісництво, робочий      |
| 11       | Повєткіна Світлана Василівна | 01.11.2010            | середня спеціальна | позапартійна           | Заліщицька ЦКРЛ, повар             |
| 12       | Липка Богдан Олексійович     | 01.11.2010            | середня            | позапартійний          | тимчасово не працює                |